# Ines Bibernell
Ines Bibernell (poročena Obst), nemška atletinja, * 21. julij 1965, Querfurt, Vzhodna Nemčija.
Ni nastopila na poletnih olimpijskih igrah. Na evropskih dvoranskih prvenstvih je osvojila naslov prvakinje v teku na 3000 m leta 1986. 